# Peruana luteosignata
Peruana luteosignata är en insektsart som först beskrevs av Frédéric Carbonell och Marius Descamps 1978.  Peruana luteosignata ingår i släktet Peruana och familjen gräshoppor. Inga underarter finns listade i Catalogue of Life.